# Priscilla Meirelles
Priscilla Meirelles de Almeida, đến từ Brazil, đã đăng quang ngôi vị Hoa hậu Trái Đất 2004 tại Manila, Philippines.
Với danh hiệu trên, cô đã đưa Brazil trở thành quốc gia đầu tiên từng chiến thắng ở cả bốn cuộc thi lớn nhất trên đấu trường sắc đẹp quốc tế (Hoa hậu Thế giới, Hoa hậu Hoàn vũ, Hoa hậu Quốc tế, Hoa hậu Trái Đất). Priscilla còn dành thêm giải Hoa hậu Ảnh trong cuộc thi trên.
Trước đó, cô cũng đã đoạt vương miện Hoa hậu Toàn cầu 2003 được tổ chức tại Antalya, Thổ Nhĩ Kỳ.